# Алессандро Валіньяно
Алессандро Валіньяно (італ. Alessandro Valignano, 15 лютого 1539 — 20 січня 1606) — італійський католицький священик, отець-єзуїт, місіонер. Візитатор Товариства Ісуса в Індії, Китаї і Японії.

## Біографія
Народився у К'єті, в шляхетній родині. Закінчив Падуанський університет. Випускник Римської колегії.
У 1566 став членом Товариства Ісуса.
У 1570 прийняв священство. Ректор Мацератської колегії (1571).
У 1574 вирушив як візитатор Товариства Ісуса для інспекції Східноіндійської провінції. Тричі відвідував Японію (1579–1582, 1590–1592, 1598–1603). Зустрічався із японськими магнатами, патронами християн — Отомо Соріном, Такаямою Уконом, Одою Нобунаґою. Сприяв японізації християнської Церкви в Японії — відправив перше японське посольство до Риму (1582–1590); відкрив семніарії в Адзучі (1580–1582) та Арімі (1587–1614), колегії в Фунаї (1580–1614) та новіціат в Усукі (1580–1614) для підготовки японського кліру; експортував до Японії європейську техніку книгодрукування.
У 1581 був почесним гостем на кінному параді Оди Нобунаґи в Кіото.
У 1582 домігся від керівництва Товариства Ісуса виокремлення Японії в окрему віце-провінцію (у складі Східноіндійської провінції) та поділу її на три регіони — Міяко (Кіото), Бунґо (схід Кюшю) і Шімо (решта Кюшю). 
У 1591 відвідував з посольством Тойотомі Хідейоші в Кіото, домагаючись скасування його антихристиянського курсу. Помер, повертаючись із Японії, у португальському Макао.